# Михалево (Междуреченский район)
Михалево — деревня в Междуреченском районе Вологодской области на реке Малая Козланка.
Входит в состав Сухонского сельского поселения (с 1 января 2006 года по 8 апреля 2009 года входила в Враговское сельское поселение), с точки зрения административно-территориального деления — в Враговский сельсовет.
Расстояние до районного центра Шуйского по автодороге — 12,8 км. Ближайшие населённые пункты — Аксентово, Пешково, Щипино.
По переписи 2002 года население — 1 человек.